# Pablo Álvarez (Fußballspieler, 1980)
Pablo Álvarez Núñez (* 14. Mai 1980 in Oviedo) ist ein spanischer Fußballspieler, der beim New York City FC in der nordamerikanischen Major League Soccer spielt.

## Spielerkarriere
Der gebürtige Asturier Pablo Álvarez spielte in seiner Jugend für CD Lugo. Er startete seine Karriere bei Sporting Gijón in seiner asturischen Heimat. Dort war er fünf Jahre lang Stammspieler in der Segunda División, ehe er im Sommer 2006 zum galicischen Erstligisten Deportivo La Coruña wechselte. Dort konnte er sich jedoch nicht durchsetzen und so kam er in seiner Premieren-Saison auf sechs Einsätze. In der Hinrunde 2007/08 spielte er gar nur in einem einzigen Spiel, so dass er in der Rückrunde als Leihspieler beim Liga-Rivalen Racing Santander spielte. Bei den Kantabriern hat er sich auch sofort einen Stammplatz erspielen können und so kehrte er nach der Saison zu Deportivo zurück. 2012 kehrte er zu seinem Jugendverein CDU Lugo in die zweite spanische Liga zurück. Am 2. September 2014 wechselte er zum spanischen Drittligisten UP Langreo, ehe er sechs Monate später in die USA zum New York City FC wechselte.